# Inspektorat Graniczny nr 2
Inspektorat Graniczny nr 2 – jednostka organizacyjna Straży Granicznej pełniąca służbę ochronną na granicy polsko-niemieckiej w latach 1928–1939.

## Formowanie i zmiany organizacyjne
Rozporządzeniem Prezydenta Rzeczypospolitej Polskiej Ignacego Mościckiego z 22 marca 1928 roku, do ochrony północnej, zachodniej i południowej granicy państwa, a w szczególności do ich ochrony celnej, powoływano z dniem 2 kwietnia 1928 roku  Straż Graniczną.
Rozkazem nr 4 z 30 kwietnia 1928 roku w sprawach organizacji Mazowieckiego Inspektoratu Okręgowego naczelny inspektor Straży Celnej gen. bryg. Stefan Pasławski zatwierdził dyslokację, granice i strukturę inspektoratu granicznego nr 2 „Przasnysz”.
Rozkazem nr 9 z 18 października 1929 roku w sprawie reorganizacji Mazowieckiego Inspektoratu Okręgowego komendant Straży Granicznej płk Jan Jur-Gorzechowski, na bazie podkomisariatu SG „Krukowo” z komisariatu „Myszyniec”, powołał komisariat Straży Granicznej „Krukowo”, przydzielił go do Inspektoratu Granicznego nr 2 „Przasnysz”, określił numer i strukturę. 
Rozkazem nr 1 z 25 lutego 1932 roku w sprawach organizacyjnych komendant Straży Granicznej płk Jan Jur-Gorzechowski przeniósł komisariat i placówkę II linii do Zaręb.
Rozkazem nr 1 z 31 marca 1937 roku w sprawach [...] likwidacji i tworzenia placówek, komendant Straży Granicznej płk Jan Gorzechowski zniósł posterunek wywiadowczy „Łyse”.
Rozkazem nr 2 z 8 września 1938 roku w sprawie terminologii odnośnie władz i jednostek organizacyjnych formacji, komendant Straży Granicznej płk Jan Gorzechowski nakazał zmienić nazwę Inspektoratu Granicznego „Przasnysz” na Obwód Straży Granicznej „Przasnysz”.
Rozkazem nr 2 z 16 stycznia 1939 roku w sprawie przejęcia odcinka granicy polsko-niemieckiej od Korpusu Ochrony Pogranicza na terenie Mazowieckiego Okręgu Straży Granicznej oraz przekazania Korpusowi Ochrony Pogranicza odcinka granicy na terenie Wschodniomałopolskiego Okręgu Straży Granicznej, komendant Straży Granicznej płk Jan Gorzechowski wydzielił komisariat „Myszyniec” z Odwodu SG „Przasnysz”  i przydzielił go do Obwodu SG „Łomża”.
Rozkazem nr 13 z 31 lipca 1939 roku w sprawach [...] przeniesienia siedzib i zmiany przydziałów jednostek organizacyjnych, komendant Straży Granicznej gen. bryg. Walerian Czuma wydzielił komisariat „Rybno”  z Obwodu SG „Brodnica” i przydzielił go do Obwodu SG „Przasnysz”.
Rozkazem nr 13 z 31 lipca 1939 roku w sprawach [...] przeniesienia siedzib i zmiany przydziałów jednostek organizacyjnych, komendant Straży Granicznej gen. bryg. Walerian Czuma wydzielił komisariat „Zaręby” z Odwodu SG „Przasnysz” i przydzielił go do Odwodu SG „Łomża”.

## Służba graniczna
Naczelny Inspektor Straży Celnej gen. bryg. Stefan Pasławski swoim rozkazem nr 1 z 12 marca 1928 roku w sprawach organizacji Mazowieckiego Inspektoratu Okręgowego określił granice inspektoratu granicznego: od wschodu: od placówki Straży Granicznej „Zimna” wyłącznie, od zachodu: do placówki  Straży Granicznej „Uzdowo” włącznie.
Sąsiednie inspektoraty:
- Inspektorat Graniczny „Stawiska” ⇔ Inspektorat Graniczny „Brodnica” − 1928

## Komendanci obwodu
| Stopień     | Imię i nazwisko    | Okres pełnienia służby | Kolejne stanowisko |
| ----------- | ------------------ | ---------------------- | ------------------ |
| nadkomisarz | Wacław Niedzielski | 25 IV 1938 -           |                    |
|             |                    |                        |                    |
|             |                    |                        |                    |

## Struktura organizacyjna
Organizacja inspektoratu w 1928:
- komenda − Przasnysz
- komisariat Straży Granicznej „Myszyniec”
- komisariat Straży Granicznej „Chorzele”
- komisariat Straży Granicznej „Szczepkowo Borowe”
- komisariat Straży Granicznej „Działdowo”

Organizacja inspektoratu we wrześniu 1929 i w lutym 1930:
- komenda − Przasnysz
- 1/2 komisariat Straży Granicznej „Myszyniec”
- 2/2 komisariat Straży Granicznej „Krukowo”
- 3/2 komisariat Straży Granicznej „Chorzele”
- 4/2 komisariat Straży Granicznej „Szczepkowo Borowe”
- 5/2 komisariat Straży Granicznej „Działdowo”

Organizacja Obwodu SG Przasnysz w 1939:
- komenda − Przasnysz
- komisariat Straży Granicznej „Chorzele”
- komisariat Straży Granicznej „Szczepkowo Borowe”
- komisariat Straży Granicznej „Działdowo”
- komisariat Straży Granicznej „Rybno”